# Luteostriata ernesti
Luteostriata abundans ist eine Art brasilianischer Landplanarien aus der Unterfamilie Geoplaninae.

## Merkmale
Luteostriata ernesti ist eine kleine bis mittelgroße Landplanarie, die beim Kriechen eine Länge von bis zu 70 Millimetern erreicht. Die Rückenfärbung ist hellgelb mit fünf dunklen Längsstreifen, einem Mittelstreifen, zwei Nebenmittelstreifen und zwei Seitenstreifen. Bei den meisten Individuen sind der Mittelstreifen und die Nebenmittelstreifen dünn, während die Seitenstreifen breiter sind, in manchen Populationen sind die Nebenmittelstreifen die breitesten. Das Vorderende ist leicht orange, die Bauchseite ist gelblich-weiß gefärbt.

## Etymologie
Mit dem Artepitheton ernesti wurde der Zoologe Ernst Marcus geehrt, der die Art zwar als erster beschrieben hatte, sie aber fälschlicherweise der von Max Schultze und Fritz Müller beschriebenen Art Geoplana marginata zugeordnet hat.

## Verbreitung
Luteostrata ernesti wurde in Brasilien in den Bundesstaaten von São Paulo bis Rio Grande do Sul in feuchten Araukarienwäldern, Atlantischen Regenwäldern und saisonalen Wäldern gefunden. Auch alte Kiefernplantagen mit einem gut entwickelten Unterholz gehören zum Lebensraum. Die Art kommt im Nationalforst Floresta Nacional de São Francisco de Paula und im botanischen Garten Jardim Botânico de São Paulo vor.